# Erik Koldenhof
Erik Koldenhof (23 oktober 1964) is een voormalig Nederlands politicus.
Hij was van oktober 2007 tot 2010 portefeuillehouder namens de VVD in het Amsterdamse stadsdeel Centrum. Hij volgde daarin Anne Lize van der Stoel op. Koldenhof was daarvoor bestuurder en voorzitter van het Amsterdamse stadsdeel ZuiderAmstel. In stadsdeel Centrum was Koldenhof wethouder van Openbare Ruimte en Groen, Verkeer & Parkeren, Economie, Toerisme en Dierenwelzijn. Ook coördineerde hij namens het stadsdeel de ontwikkelingen in de Oostelijke Binnenstad.
Koldenhof studeerde Politieke Wetenschappen in Leiden en volgde daarnaast diverse cursussen, waaronder modulen op Harvard. Hij werkte daarna voor onder meer een onderzoeksbureau in Leiden, een uitzendbureau in Amsterdam en een adviesbureau voordat hij in 2001 directeur werd van zijn eigen adviesbureau. In 2002 werd Erik Koldenhof stadsdeelvoorzitter van het Amsterdamse stadsdeel ZuiderAmstel.